# Il paradiso all'improvviso
Il paradiso all'improvviso è un film italiano del 2003 diretto e interpretato da Leonardo Pieraccioni.

## Trama
Lorenzo Buccianti è un "single convinto", come lui stesso si definisce, che dedica la sua vita al lavoro (è titolare di un'azienda specializzata in effetti climatici artificiali) e al divertimento con la sua amante Mirna e i suoi amici, entrambi ossessionati dalle scommesse, Giandomenico Bardella e Taddeo Borromini.
Un giorno, recatosi ad Ischia per motivi di lavoro assieme alla sua dipendente Nina, conosce Amaranta, la ragazza che lo ha contattato: questa, per il suo venticinquesimo compleanno, aveva intenzione di organizzare tre giorni d'amore con il suo fidanzato Guglielmo, il quale però non si presenta. Lorenzo, data la loro nascente amicizia, si offre quindi di accompagnarla nell'itinerario mentre Nina si innamora di Simur, il domestico indiano di Amaranta.
Al termine di questo periodo tra Lorenzo e Amaranta scoccherà l'amore finché, al ritorno dalla gita, il primo trova l'ex moglie di Bardella nella villa in cui vivevano: Lorenzo scopre quindi che Amaranta, il cui vero nome è Anna, non era altro che un'attrice ingaggiata dallo stesso per una scommessa fatta con Taddeo sul fatto che l'irriducibile scapolo si sarebbe innamorato di lei.
La scoperta getta Lorenzo nella disperazione ma Taddeo, sinceramente dispiaciuto per l'amico, riesce a convincerlo che la vita da single ormai non fa più per lui e infatti Lorenzo, ritrovata Anna, la sposa, coronando il sentimento che ormai entrambi provavano l'uno per l'altra.

## Produzione
Il film, in buona parte ambientato e girato sull'Isola d'Ischia, ha un cameo di Massimo Ceccherini durante la notte brava di Lorenzo e Borromini.
In una scena Amaranta legge un libro dal titolo A un passo dal cuore, raccolta di racconti dello stesso Pieraccioni pubblicata nel 2003.
Nella scena finale del matrimonio si vede un'inquadratura esterna della facciata del Duomo di Empoli.
In quell'anno Giulia Montanarini prese parte sia a questo film che al cinepanettone Natale in India.

## Accoglienza

### Incassi
Con un incasso totale pari a 24954192 €, Il paradiso all'improvviso è il 32º film con maggiore incasso in Italia.

## Riconoscimenti
- 2004 – David di Donatello[2]
  - Candidatura per la miglior attrice non protagonista ad Anna Maria Barbera
- 2004 – Nastro d'argento
  - Candidatura per la miglior attrice non protagonista ad Anna Maria Barbera
  - Candidatura per la miglior canzone originale (Il paradiso all'improvviso) a Gianluca Sibaldi